# Aphra Behn
Aphra Behn (Canterbury, 10 luglio 1640 – 16 aprile 1689) è stata una scrittrice, poetessa e drammaturga britannica.
Fu la prima donna della letteratura inglese a guadagnarsi da vivere come scrittrice, producendo opere in versi e in prosa e componendo opere teatrali, che ricevettero accuse di oscenità a causa del loro contenuto esplicito, e come traduttrice.

## Biografia
Sebbene le informazioni sui primi anni di vita dell'artista siano imprecise e scarse, per tradizione la sua nascita si fa risalire al 1640. Delle varie versioni, la più accreditata è quella secondo la quale nacque presso Canterbury e crebbe nella famiglia di John Johnson, parente di Francis Johnson, lord Willoughby. Assai probabilmente nel 1663 la famiglia si trasferì nella Guyana Olandese dove risiedette alcuni mesi dopo la morte del capofamiglia. L'esperienza sarebbe stata d'ispirazione ad Aphra per la stesura del suo più celebre romanzo, Oroonoko, considerato il punto di partenza per lo sviluppo del romanzo moderno.

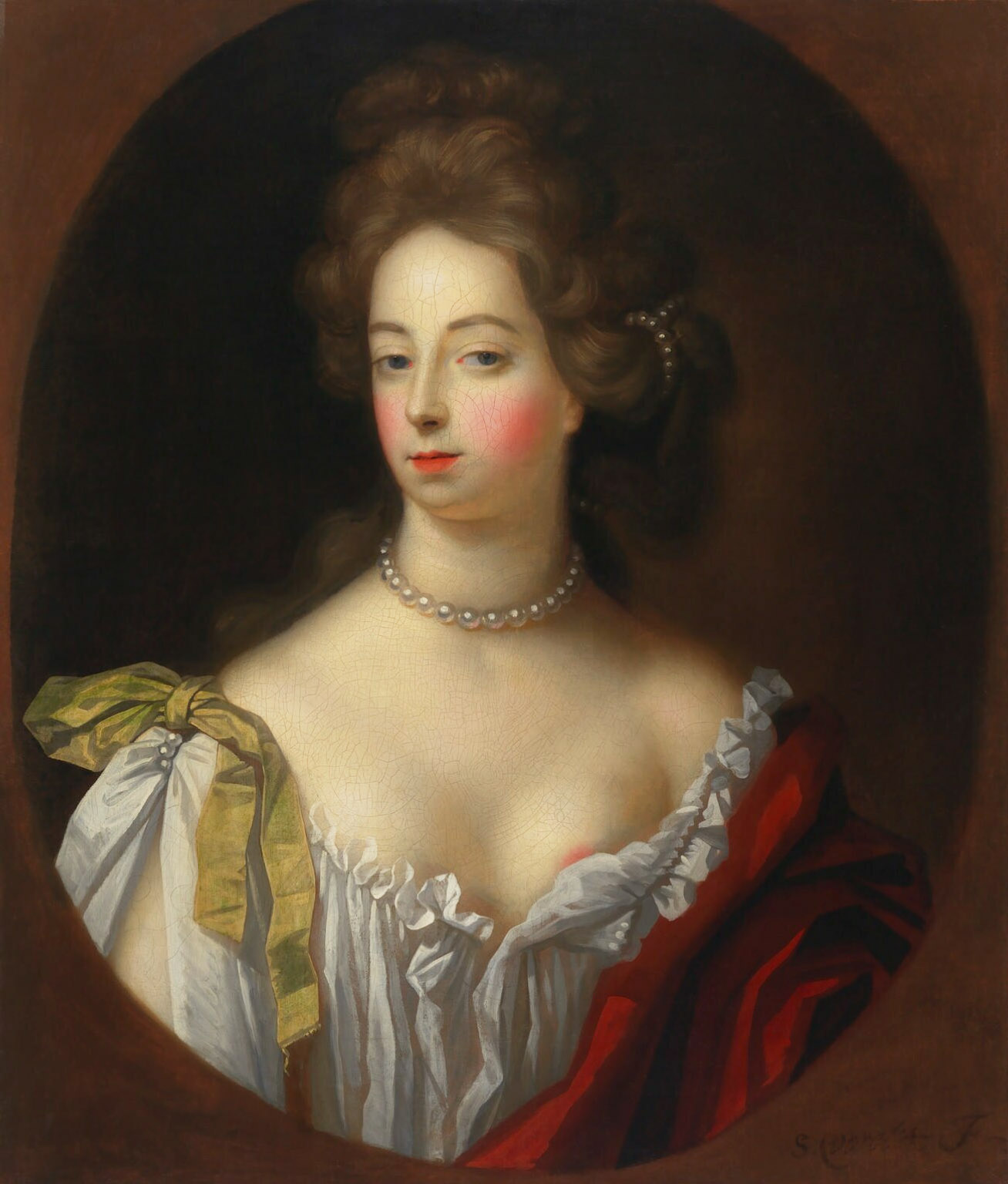
L'attrice Nell Gwyn, protagonista a teatro delle opere scritte da Behn e per lungo tempo amante del re Carlo II

L'anno successivo Aphra fece ritorno in patria dove sposò un mercante olandese di cognome Behn. Alla morte del marito, che sopravvenne l'anno seguente, la Behn fu arruolata come agente segreto al servizio di re Carlo II e si trasferì ad Anversa. Nel dicembre del 1666 decise di tornare in Inghilterra, ma la Corona si rifiutò di pagarle il viaggio e gli altri emolumenti, così la Behn, una volta in patria, si trovò in condizioni finanziarie assai precarie e nel 1668 fu incarcerata per debiti. Questa situazione fu un incentivo che spinse la donna a cominciare a comporre per mantenersi in vita.
Aphra Behn dimostrò subito la sua versatilità. Già prima dell'arresto e della successiva liberazione aveva scritto in versi; al 1670 risale la sua prima commedia, The Forc'd Marriage, composta a Londra e pubblicata l'anno successivo, che le fece guadagnare la notorietà, fama accresciuta dall'accusa di oscenità, dalla quale si difese con forza nell'introduzione di Sir Patient Fancy. Nel 1677, per la produzione dell'opera teatrale The Rover, la popolare attrice Nell Gwyn – nonché amante di Carlo II – ritornò sul palcoscenico per impersonare la prostituta Angelica Bianca e l'anno successivo la stessa Gwyn fu la protagonista in Sir Patient Fancy, in cui interpretò Lady Knowell. Le due opere si attirarono l'accusa di libertinaggio, calunnia ingigantita dall'amicizia della Behn con il Conte di Rochester, conosciuto per i comportamenti licenziosi e per le liriche esplicite. Nelle opere della scrittrice si parlò di relazioni sessuali e di prostituzione. Questi argomenti erano già stati affrontati da altri poeti, ma la Behn viveva in una cultura in cui, se per l'uomo tutto ciò era un segnale di conoscenza del mondo, nei riguardi di una poetessa si tendeva ad accostare e sovrapporre le tematiche presentate alla donna che le esprimeva, sicché Aphra Behn dovette convivere con il soprannome dispregiativo che le venne attribuito, "La puttana e poetessa". Anche l'omosessualità è una presenza costante nelle opere della scrittrice e rispecchia la sua vita in cui, dopo la morte del marito, ebbe amanti di entrambi i sessi.
Aphra Behn fu la prima donna della letteratura inglese a guadagnarsi da vivere attraverso il suo lavoro di scrittrice, producendo opere in versi e in prosa e componendo opere teatrali, oltre a effettuare traduzioni da opere francesi e latine. Di spirito arguto, strinse amicizia con eminenti personaggi letterari a lei contemporanei come John Dryden, Thomas Otway e Thomas Southerne. Morì nel 1689 e fu sepolta fra i poeti nell'Abbazia di Westminster.

## La poetica

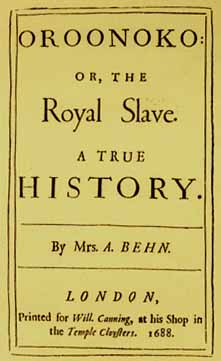
1ª edizione del romanzo

La scrittrice riprende l'eredità ideale di un'altra poetessa appartenuta alla generazione precedente, Katherine Philips – rinominata “The Matchless Orinda” (“L'ineguagliabile Orinda”) – e così come la Philips anche Aphra Behn venne soprannominata con l'appellativo arcadico “The Incomparable Astrea” e fu considerata anch'essa l'erede della greca Saffo. Le sue liriche, raffinate, audaci e in parte criptiche relativamente ai destinatari, in larga misura sono contenute in due raccolte – Poems upon Several Occasions: with A Voyage to the Island of Love (1684) e Lycidus: Or The Lover in Fashion (1688) – e rispecchiano la poetica settecentesca, dai caratteri pastorali e classicisti, caratterizzati da un verso riconoscibile che si rifà alla musicalità degli scrittori inglesi cinquecenteschi – Philip Sidney, Edmund Spenser, William Shakespeare – ma scegliendo di preferenza il distico, in affinità con Dryden, e seminando nei versi riferimenti all'amore e alle relazioni sessuali, assieme ad altri spunti anticonvenzionali spesso riguardanti il ruolo marginale della donna nella società del suo tempo.
Non meno rilevante fu la produzione di Aphra Behn nel campo della drammaturgia e della prosa. Per le commedie (The Forc'd Marriage, 1671, e The Rover, 1677 le più celebrate), la scrittrice attinse alla commedia dell'arte di matrice italiana, in particolare nella farsa The Emperor of the Moon che viene considerata l'antesignano della moderna pantomima. Ricettiva dei cambiamenti, interpretò le trasformazioni del gusto e la sensibilità politica dell'epoca, introducendo nelle sue opere teatrali trame complesse e sottolineando in particolare le problematiche, presenti nella cultura del suo momento, legate al matrimonio forzato e alla posizione di subalternità femminile.
Scrittrice versatile e prolifica (alcune opere vennero pubblicate postume), definita a posteriori “la George Sand della Restaurazione”, dopo quasi tre secoli di oblio e di trascuratezza fu riscoperta e rivalutata attirando l'attenzione e l'apprezzamento di scrittrici che la seguirono nel suo percorso letterario e culturale. In particolare, Vita Sackville-West e Virginia Woolf, a fine degli anni venti del secolo scorso, parlano della Behn come del primo modello di femminismo nella letteratura moderna.

## Opere
- The Forc'd Marriage, Or The Jealous Bridegroom, A Tragi-Comedy, As it is Acted at His Highnesse The Duke of York's Theatre, Londra, 1671
- The Amorous Prince, or, The Curious Husband. A Comedy, As it is Acted at his Royal Highness, the Duke of York's Theatre, Londra, 1671
- The Dutch Lover: A Comedy, Acted At The Duke's Theatre, Londra, 1673
- Abdelazer, or The Moor's Revenge. A Tragedy. As it is Acted at his Royal Highness the Duke's Theatre, Londra, 1677
- The Town-Fopp: Or Sir Timothy Tawdrey. A Comedy. As it is Acted at his Royal Highness the Duke's Theatre, Londra, 1677
- The Debauchee: Or, The Credulous Cuckold, A Comedy. Acted at His Highness the Duke of York's Theatre, Londra, 1677
- The Rover. Or, The Banish't Cavaliers. As it is Acted At His Royal Highness the Duke's Theatre, Londra, 1677
- The Counterfeit Bridegroom: Or The Defeated Widow. A Comedy, As it is Acted at His Royal Highness The Duke's Theatre, Londra, 1677
- Sir Patient Fancy: A Comedy. As it is Acted at the Duke's Theatre, Londra, 1678
- The Feign'd Curtizans, Or, A Nights Intrigue. A Comedy. As it is Acted at the Duke's Theatre, Londra, 1679
- The Revenge: Or, A Match In Newgate. A Comedy. As it was Acted at the Duke's Theatre, Londra, 1680
- The Second Part Of The Rover. As it is Acted by the Servants of His Royal Highness, Londra, 1681
- A Farce Call'd The False Count, Or, A New Way to play An Old Game. As it is Acted at the Duke's Theatre, Londra, 1682
- The Roundheads Or, The Good Old Cause, A Comedy As it is Acted at His Royal Highness the Duke's Theatre, Londra, 1682
- The City-Heiress: Or, Sir Timothy Treat-all. A Comedy. As it is Acted at his Royal Highness his Theatre, Londra, 1682
- Prologue to Romulus, Londra, 1682: ripubblicato come Romulus and Hersilia; or, The Sabine War. A Tragedy Acted at the Duke's Theatre, Londra, 1683
- The Young King: Or, The Mistake. As 'tis acted at his Royal Highness The Duke's Theatre, Londra, 1683
- Poems upon Several Occasions: with A Voyage to the Island of Love, Londra, 1684
- Prologue (al Valentinian di John Fletcher), Londra, 1684
- Love-Letters Between a Noble-Man And his Sister, 2 volumi, Londra, 1684
- A Pindaric on the Death of Our Late Sovereign with an Ancient Prophecy on His Present Majesty, Londra, 1685
- A Pindaric Poem on the Happy Coronation of His Most Sacred Majesty James II and His Illustrious Consort Queen Mary, Londra, 1685
- La Montre; or, The Lover's Watch, traduzione di un'opera di Balthazar de Bonnecorse, Londra, 1686
- The Luckey Chance, or An Alderman's Bargain. A Comedy. As it is Acted by their Majesty's Servants, Londra, 1687
- The Emperor of the Moon: A Farce. As it is Acted by Their Majesties Servants, At the Queens Theatre, Londra, 1687
- A Congratulatory Poem to Her Most Sacred Majesty on the Universal Hopes of all Loyal Persons for a Prince of Wales, Londra, 1688
- The Fair Jilt: Or, The History of Prince Tarquin and Miranda, Londra, 1688
- Oroonoko; Or, The Royal Slave. A True History, Londra, 1688
- The History of Oracles and the Cheats of the Pagan Priests, traduzione dell'adattamento di Bernard Le Bovier Fontenelle del De oraculis ethnicorum di A. van Dale, Londra, 1688
- A Discovery of New Worlds. From the French. Made English by Mrs. A. Behn. To which is prefixed a preface, by way of essay on translated prose; wherein the arguments of Father Tacquet, and others, against the System of Copernicus ... are likewise considered, and answered, traduzione di un lavoro di Fontenelle, Londra, 1688
- Agnes de Castro or, The Force of Generous Love. Written in French by a Lady of Quality. Made English by Mrs. Behn, traduzione di un romanzo di J.B. de Brilhac, Londra, 1688
- Lycidus: Or The Lover in Fashion. Being an Account from Lycidus to Lysander, of his Voyage from the Island of Love. From the French. By the Same Author Of the Voyage to the Isle of Love. Together with a Miscellany Of New Poems. By Several Hands, traduzione da un'opera di Paul Tallemant, comprendente liriche di Aphra Behn, Londra, 1688
- The History of the Nun: Or, The Fair Vow-Breaker, Londra, 1689
- The Lucky Mistake: A New Novel, Londra, 1689
- A Pindaric Poem to the Reverend Dr. Burnet, Londra, 1689
- The Widdow Ranter or, The History of Bacon in Virginia. A Tragi-Comedy, Acted by their Majesties Servants, Londra, 1690
- The Younger Brother: Or, The Amorous Jilt. A Comedy, Acted at the Theatre Royal, By His Majesty's Servants, Londra, 1696
- The Histories And Novels of the Late Ingenious Mrs. Behn: In One Volume.... Together with The Life and Memoirs of Mrs. Behn, Londra, 1696
- The Lady's Looking-Glass, to dress herself by; or, The Whole Art of Charming, Londra, 1697
- Histories, Novels, and Translations, written by the most ingenious Mrs. Behn; the second volume, Londra, 1700[1]

### In italiano
- La monaca. La bella che trasgredì il voto, trad. di Aldo Setaioli Lorenzo de’ Medici Press, Firenze 2023.
- L'avventuriero, traduzione di Luca Scarlini, Cue Press, 2025. ISBN 9788855103855

## Nelle opere di fantasia
La vita di Behn è stata adattata per il teatro nell'opera del 2014 Empress of the Moon: The Lives of Aphra Behn di Chris Braak e nell'opera del 2015 [exit Mrs Behn] o The Leo Play di Christopher VanderArk. È uno dei personaggi nell'opera del 2010 Or di Liz Duffy Adams. Behn compare come personaggio nei romanzi di fantascienza Il labirinto magico (The Magic Labyrinth, 1980) e il suo seguito Gli dei del Fiume (Gods of Riverworld, 1983) di Phillip Jose Farmer (nei quali s'immagina la reincarnazione dell'umanità in un lontano pianeta), oltre che in Newtons Sleep (2008) di Daniel O'Mahony. A lei si è ispirato Patrick O'Brian per il romanzo L'isola della desolazione (Desolation Island, 1978).

## Riconoscimenti
Il 25 febbraio 2025 è stata inaugurata una statua nella strada principale di Canterbury davanti al museo Beaney House of Art and Knowledge.
Nel 2025, Fondazione Teatro Due di Parma dedica ad Aphra Behn un ampio e articolato progetto di riscoperta, L’Imperatrice della Luna, composto dalla messinscena in prima nazionale della sua pièce più importante, L’avventuriero, in una nuova traduzione appositamente commissionata (pubblicata da Cue Press), dalle letture dal vivo di due opere particolarmente significative dell’autrice, Oroonoko - Lo schiavo Reale e La monaca - La bella che trasgredì il voto, e dal convegno internazionale Aphra Behn tra Pagina e Teatro realizzato da Fondazione Teatro Due insieme all’Università di Parma.